# Destropropossifene
Il destropropossifene è un farmaco analgesico che presenta proprietà tipiche della famiglia degli oppioidi.
Analogamente alla codeina, non esplica attività antipiretica. Contrariamente alla codeina, non ha azione antitussiva. 
Il norpropossifene, metabolita N-demetilato del propossifene, ha un lieve effetto anestetico locale e, a causa della minor lipofilia, supera meno la barriera emato-encefalica.

## Farmacocinetica
Il destropropossifene è ben assorbito dal tratto gastrointestinale e viene estesamente metabolizzato durante il primo passaggio attraverso il fegato.
Si distribuisce rapidamente soprattutto nel fegato, nei reni, nei polmoni e nel cervello.
Il farmaco attraversa la placenta e viene secreto anche nel latte materno.
Dopo la somministrazione di una dose di 130 mg si ottiene un picco di concentrazione plasmatica di 0,23 µg/ml a distanza di 1-2 ore dall'ingestione. Le concentrazioni plasmatiche terapeutiche sono comprese nell'intervallo di 0,05-0,75 µg/ml.
L'emivita plasmatica del destropropossifene è di 8-24 ore. Quella del norpropossifene (principale metabolita) è di 25-50 ore.
Il 70-80% del destropropossifene risulta legato alle proteine plasmatiche. Il volume di distribuzione è di 16 l/kg.
Il destropropossifene (in piccola quantità) e i suoi metaboliti, fra cui il norpropossifene, sono escreti principalmente nelle urine, per il 35% entro 24 ore e per il 60-70% entro 5 giorni. Circa il 18% della sostanza viene invece escreta con le feci.

## Tossicologia
I valori di DL50 nel topo sono di 28 mg/kg per via endovenosa, 111 mg/kg per via intraperitoneale, 211 mg/kg per via sottocutanea, 282 mg/kg per os. Nel ratto sono di 15 mg/kg per via endovenosa, 58 mg/kg per via intraperitoneale, 134 mg/kg per via sottocutanea, 230 mg/kg per os.
Nell'uomo la dose letale minima è di 500 mg. Concentrazioni plasmatiche di 10-20 µg/kg possono essere letali.

## Usi clinici
Il farmaco è stato usato come analgesico nel trattamento di dolori di intensità moderata.
È spesso somministrato in associazione con altre sostanze dotate di proprietà antinfiammatorie e antipiretiche, come l'aspirina ed il paracetamolo. Dosi elevate di destropropossifene (975–1950 mg/die) sono state impiegate, in sostituzione del metadone, come terapia di mantenimento nel trattamento della tossicodipendenza da oppiacei.

## Effetti collaterali ed indesiderati
Vertigini, stordimento, cefalea, debolezza, disturbi visivi, stato di sedazione, sonnolenza, eccitazione e insonnia paradosse, rash cutanei e disturbi gastrointestinali quali nausea, vomito, dolori addominali, stipsi. Occasionalmente si manifestano euforia e disforia e insufficienza epatica.

## Controindicazioni e precauzioni d'uso
L'assunzione di destropropossifene è controindicata in età pediatrica e nei pazienti che presentano tendenze suicide o predisposizione all'abuso.
Il paziente che assume destropropossifene dovrebbe essere avvertito che il farmaco può compromettere la sua capacità di concentrazione, i suoi tempi di reazione e l'attenzione nell'eseguire lavori di precisione.

Come gli altri analgesici oppioidi, può causare tolleranza e dipendenza psichica e fisica.
È infatti abbastanza comune l'abuso per via endovenosa, dopo aver disciolto il farmaco, commercialmente disponibile in pillole, in acqua.
La brusca sospensione della somministrazione cronica di destropropossifene determina sindromi di astinenza, in genere modeste.
Il farmaco deve essere somministrato con cautela a pazienti che assumono in concomitanza alcool, sedativi, tranquillanti, miorilassanti, antidepressivi, deprimenti del SNC.

## Dosi terapeutichee
Il destropropossifene si somministra per via orale in dosi di 65 mg 3-4 volte al giorno. La dose massima raccomandata è di 390 mg al giorno.

## Sovradosaggio ed antidoti
I sintomi del sovradosaggio da destropropossifene sono simili a quelli dell'avvelenamento da morfina.
Si possono inoltre osservare convulsioni e reazioni psicotiche, edema polmonare e aritmie cardiache.
In caso di assunzione concomitante di alcool o di altri deprimenti del SNC, anche l'ingestione di una dose di 750 mg potrebbe risultare letale.
Il naloxone non risulterebbe sempre efficace e potrebbe essere necessario somministrarlo in dosi elevate e ripetute. L'assistenza respiratoria è essenziale. La lavanda gastrica e la somministrazione di carbone attivo può essere utile, mentre la dialisi non presenta alcun vantaggio. Le convulsioni possono essere controllate con anticonvulsivanti. L'uso di stimolanti è controindicato per il rischio di convulsioni.

## Interazioni
Il destropropossifene è in grado di interagire con alcuni farmaci, inibendo il loro metabolismo epatico.
Tra i farmaci le interazioni più note sono con le benzodiazepine, i β-bloccanti, la carbamazepina, la fenitoina ed il warfarin.